# Conafi Prestitò
Conafi Prestitò S.p.A. è una società di intermediazione finanziaria, iscritta all'elenco generale ex art. 106 e all'elenco speciale ex art. 107 del Testo Unico Bancario.
È quotata alla Borsa di Milano dove è presente nell'índice FTSE Italia Small Cap.

## Storia
Il progetto nasce nel 1988 da un'idea dell'imprenditore Nunzio Chiolo, attuale presidente e amministratore delegato.
Nel settembre 2006 la società presenta la richiesta di quotazione a  Borsa Italiana S.p.A. e Consob. Il 12 aprile 2007 le azioni di Conafi Prestitò sono ammesse alla negoziazione sull'MTA di Borsa Italiana.
Il doppiatore Ivo De Palma è lo speaker ufficiale degli spot, divenuti dei tormentoni nella seconda metà degli anni 2000, grazie allo slogan in rima: "800-900-313... Prestitò e il contante ce l'ho!"

## Attività
Il gruppo opera in ambito Business to Consumer (cessione del quinto, delegazione di pagamento, prestiti personali e mutui) e Business to Business (finanza ordinaria, straordinaria, agevolata, ordinaria assistita, gestione e recupero crediti e immobiliare).
Dal maggio 2011 opera nell'intermediazione dei mutui on-line con il marchio MutuoSulWeb.